# Dalton Motor Car Company
Dalton Motor Car Company war ein US-amerikanischer Hersteller von Automobilen.

## Unternehmensgeschichte
Hubert K. Dalton (1866–1952) hatte bei der Whiting Motor Car Company Erfahrungen im Automobilbau gesammelt. Er gründete im August 1911 sein eigenes Unternehmen in Flint in Michigan. Ziel war die Produktion von Fahrzeugen, die unter seinem eigenen Namen Dalton vermarktet wurden. 1912 endete die Produktion. Insgesamt entstanden drei Fahrzeuge.
Dalton gründete später die Dalton Manufacturing Co. in New York City.

## Fahrzeuge
Die Fahrzeuge ähnelten den Modellen von Whiting. Ein Vierzylindermotor mit L-Kopf trieb die Fahrzeuge an. Er leistete 20 PS aus 2868 cm³ Hubraum. Das Fahrgestell hatte 269 cm Radstand. Der Aufbau war ein zweisitziger Runabout. Der Neupreis betrug 900 US-Dollar.